# Victor Honoré Janssens
Victor Honoré Janssens, född den 11 juni 1658 i Bryssel, död där den 14 augusti 1736, var en flamländsk målare och mönstertecknare för tapettillverkning.
Janssens studerade i sju år under Lancelot Volders. Hertigen av Holstein hade honom under fyra år i sin närhet som sin målare och bekostade för honom en resa till Italien. Där arbetade han länge tillsammans med Pieter Mulier den yngre, kallad Tempesta, och blev i sin konst en fullständig italienare. Efter fem års frånvaro kom han tillbaka till Bryssel, där han utom smärre genreartade tavlor, vilka vunnit erkännande, utförde även större arbeten för palats och kyrkor. År 1718 reste han till Wien och utnämndes till kejsarens målare. Hans mindre tavlor är mer värderade än de stora religiösa bilderna. Sveriges Nationalmuseum äger ett arbete av hans hand: Mose framkallar med sin stav vatten ur klippan. 